# Portia taiwanica
Portia taiwanica är en spindelart som beskrevs av Zhang J., Li D. 2005. Portia taiwanica ingår i släktet Portia och familjen hoppspindlar. Inga underarter finns listade i Catalogue of Life.